# Banach-Mannigfaltigkeit
Eine Banach-Mannigfaltigkeit ist ein topologischer Raum {\displaystyle X}, in dem es für jeden Punkt {\displaystyle x\in {X}} eine Umgebung gibt, die homöomorph zu einem Banachraum ist.  

## Definition
Die Definition einer Banach-Mannigfaltigkeit unterscheidet sich nur insofern von der einer Mannigfaltigkeit, als dass die Karten
{\displaystyle \varphi _{i}\colon U_{i}\to \varphi _{i}(U_{i})\subset E_{i}}
Bilder in einem (möglicherweise unendlichdimensionalen) Banachraum {\displaystyle E_{i}} haben und die verkette Abbildung 
{\displaystyle \varphi _{j}\circ \varphi _{i}^{-1}\colon \varphi _{i}(U_{i}\cap U_{j})\to \varphi _{j}(U_{i}\cap U_{j})}
r-mal differenzierbar ist und daher die r-te Fréchet-Ableitung
{\displaystyle \mathrm {d} ^{r}{\big (}\varphi _{j}\circ \varphi _{i}^{-1}{\big )}\colon \varphi _{i}(U_{i}\cap U_{j})\to \operatorname {Lin} {\big (}E_{i}^{r};E_{j}{\big )}}
existiert und eine stetige Funktion in Bezug auf die {\displaystyle E_{i}}-Normtopologie auf Teilmengen von {\displaystyle E_{i}} und der Operatornorm-Topologie auf {\displaystyle \operatorname {Lin} {\big (}E_{i}^{r};E_{j}{\big )}} ist.

## Beispiele
Wenn {\displaystyle ({X},\left\|\cdot \right\|)} ein Banachraum ist, so ist {\displaystyle X} eine Banach-Mannigfaltigkeit, deren Atlas eine einzige Karte beinhaltet, die global definiert ist. Ebenso ist eine offene Teilmenge {\displaystyle U} eines Banachraumes eine Banach-Mannigfaltigkeit.

## Klassifizierungen und Homöomorphismen
Obwohl eine endlichdimensionale {\displaystyle n}-dimensionale Mannigfaltigkeit nicht global homöomorph zum {\displaystyle \mathbb {R} ^{n}} oder einer Teilmenge dieser ist, lassen sich in einem unendlichdimensionalen Rahmen einige Banach-Mannigfaltigkeiten bis auf Homöomorphie klassifizieren. Der Mathematiker David Henderson hat 1969 bewiesen, dass jede unendlichdimensionale, separable, metrische Banach-Mannigfaltigkeit als eine offene Teilmenge in den unendlichdimensionalen, separablen Hilbertraum eingebettet werden kann. Das Ergebnis ist eine noch allgemeinere Aussage, die lautet, dass dies für jede metrische Mannigfaltigkeit gilt, die durch Karten in einem separablen Fréchet-Raum definiert ist.

## Banach-Bündel

### Definition
Gegeben sei eine Banach-Mannigfaltigkeit {\displaystyle M} der Klasse {\displaystyle C^{p}} mit {\displaystyle p\geq 0}, welche den Basisraum darstellt, ein topologischer Raum {\displaystyle E} als Totalraum und eine Abbildung {\displaystyle \pi :E\rightarrow M}. Die Faser {\displaystyle \pi ^{-1}(x)=:E_{\text{X}}} habe die Struktur eines Banachraumes. 
Sei
{\displaystyle \{U_{i}|i\in I\}}
eine offene Überdeckung von {\displaystyle M}. Es gebe für jedes {\displaystyle i\in {I}} einen Banachraum {\displaystyle {X}_{i}} und eine Abbildung {\displaystyle \tau _{i}}
{\displaystyle \tau _{i}:\pi ^{-1}(U_{i})\to U_{i}\times X_{i}},
sodass 
- die Abbildung {\displaystyle \tau _{i}}  ein Homöomorphismus ist, welcher mit der Projektion zu {\displaystyle U_{i}} kommutiert und für alle {\displaystyle x\in {U}_{i}} die induzierte Abbildung {\displaystyle \tau _{ix}} auf der Faser {\displaystyle E_{X}}

{\displaystyle \tau _{ix}:\pi ^{-1}(x)\to X_{i}}
eine stetige, invertierbare Abbildung und demzufolge ein Isomorphismus in die Kategorie der topologischen Vektorräume ist (im Rahmen einer üblichen Definition eines Faserbündels entspricht dies einer Übergangsfunktion). 
- Wenn {\displaystyle U_{i}} und {\displaystyle U_{j}} zwei Glieder der offenen Überdeckung sind, dann ist die Abbildung

{\displaystyle U_{i}\cap U_{j}\to \mathrm {Lin} (X_{i};X_{j})}
{\displaystyle x\mapsto (\tau _{j}\circ \tau _{i}^{-1})_{x}}
ein Morphismus. {\displaystyle Lin({{X};{Y}})} ist hierbei die Menge der stetigen linearen Abbildungen zwischen zwei topologischen Vektorräumen {\displaystyle X} und {\displaystyle Y}. 
Die Familie {\displaystyle {(U_{i};\tau _{i})|i\in {I}}} heißt triviale Überdeckung für {\displaystyle \pi :E\rightarrow M} und die Abbildungen {\displaystyle \tau _{i}} werden lokale Trivialisierung genannt. Diese Daten bestimmen eine Faserbündelstruktur auf der Banach-Mannigfaltigkeit {\displaystyle M}.